# Отворена кућа (школа)
Отворена кућа (школа) је установа коју можете посетити одређеног дана у години.
За међународни концепт обезбеђивања периодичног приступа зградама који су обично затворени за јавност, погледајте Дневи отворених врата .
Дан отворених кућа 2014 на Европској јужној опсерваторији.
Отворена кућа (позната и као дан отвореног дана и код куће) је догађај који се одржава у установи где су његова врата отворена широј јавности како би се људима омогућило да погледају око институције и сазнају о томе. Ови се често одржавају у школама и универзитетима како би се привукли потенцијални ученици, упознали их (и њихове родитеље) са објектима, омогућили новим студентима да се упознају са објектима и упознају друге, или да отворе неформалне канале комуникације између школског особља и студената и њихових родитељи.

## Отворене куће у америчким школама
Школске отворене куће су око два сата, дужине доброг филма или емисије... добро изведен догађај поставља позорницу за успешну школску годину. Састанци лицем у лице са породицама помажу у изградњи односа, повећању видљивости матичне групе и развијању осећаја заједнице у школи.
Супротно ономе како то изгледа име, отворена кућа у просечној школи није намењена општим члановима јавности, већ конкретно за родитеље и чланове породице ученика који или похађају или размишљају о похађању школе . У огромној већини школа у Сједињеним Државама отворена кућа се одржава једном годишње, обично у првом месецу или првом тромјесечју школске године . Уобичајено је да се отворене куће одржавају у вечерњим часовима или викендом, како би родитељи који раде током стандарда радно вријеме радили недељно , али држање отворене куће у току дана није неуобичајено, посебно у основним школама.

### Основне школе
У основним школама отворене куће често немају распоред; родитељи долазе и одлазе током заказаних сати колико воле, а неки наставници могу бити спремни да разговарају о напретку појединаца са родитељима. Неке школе могу заказати приказивање школских активности , као што је перформанс студентског хора .

### Средње школе
У средњим школама - подељеним у средњим школама (такође називаним нижим средњим школама) и средњим школама (такође названим виших средњих школа) - једина најважнија сврха отворене куће је да се родитељима и наставницима омогући сусрет међусобно лицем у лице. У многим средњим школама и средњим школама, родитељи добијају распоред, често исти распоред који дијете прати током школског дана. Родитељи иду из једне класе у другу, у секвенци коју њихово дијете похађа, обично у истим учионицама. Обично у таквим отвореним кућама родитељи имају само 5-15 минута са наставником свог дјетета, који пружа вријеме наставнику да објасни своја класна очекивања, али не довољно времена за разматрање појединачних дјеце.
Културни фестивал (Јапан) , отворени дани школе у Јапану